# متوسط العمر المتوقع
| فوق 80 77.5-80.0 75.0-77.5 72.5-75.0 70.0-72.5 67.5-70.0 65.0-67.5 | 60-65 55-60 50-55 45-50 40-45 تحت 40 غير متوفر |

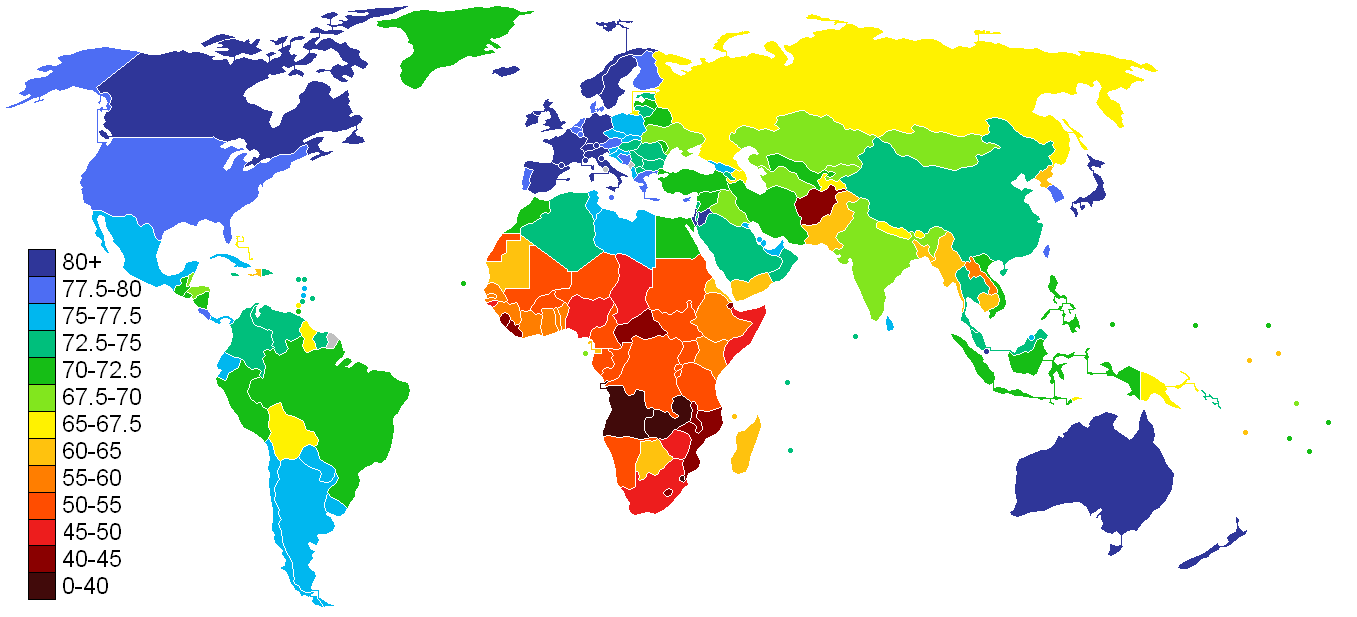
تقديرات CIA كتاب حقائق العالم 2011 لمأمول العمر عند الولادة بالسنوات

متوسط العمر المتوقع أو مأمول العمر (بالإنجليزية: life expectancy)‏ (أو مَأْمولُ الحَياة أو أمل الحياة عند الولادة أو متوسط العمر المأمول أو توقع البقاء على قيد الحياة) هو مقياس إحصائي لمتوسط الوقت الذي من المتوقع أن يعيشه الكائن الحي، بناءً على سنة ميلاده وعمره الحالي وعوامل ديموغرافية أخرى بما في ذلك الجنس. المقياس الأكثر استخدامًا هو متوسط العمر المتوقع عند الولادة، والذي يمكن تعريفه بطريقتين. متوسط العمر المتوقع عند الولادة الجماعي هو متوسط طول العمر لمجموع الولادات الفعلي (جميع الأفراد الذين ولدوا في عام معين) ولا يمكن حسابه إلا للمجموعات التي وُلدت منذ عدة عقود، بحيث لا يكون أحد منهم حيًا. متوسط العمر المتوقع عند الولادة الدوري هو متوسط طول العمر لجماعة افتراضية يفترض أنها خضعت، منذ الولادة وحتى الوفاة، لمعدلات الوفيات التي لوحظت في سنة معينة.
الأرقام الوطنية لمتوسط العمر المتوقع عند الولادة التي أبلغت عنها الوكالات الوطنية الإحصائية والمنظمات الدولية هي في الواقع تقديرات لمتوسط العمر المتوقع عند الولادة الدوري. في العصر البرونزي والعصر الحديدي، كان متوسط العمر المتوقع عند الولادة 26 سنة. كان متوسط العمر المتوقع عند الولادة في عام 2010 نحو 67.2 سنة. في السنوات الأخيرة، بلغ متوسط العمر المتوقع عند الولادة في إسواتيني (سوازيلاند) نحو 49، بينما بلغ متوسط العمر المتوقع عند الولادة في اليابان نحو 83. أدى مزيج من ارتفاع معدل وفيات الرضع ووفيات الشباب في مرحلة البلوغ نتيجة الحوادث والأوبئة والطاعون والحروب وحوادث الولادة، خاصةً قبل أن يكون الطب الحديث متاحًا على نطاق واسع، إلى خفض متوسط العمر المتوقع عند الولادة بشكل ملحوظ. على سبيل المثال، يمكن أن يموت عدد قليل من الأشخاص في الـ40 من العمر بالضبط في مجتمع يكون فيه متوسط العمر المتوقع عند الولادة 40 عام: معظمهم يموت قبل سن ال30 أو بعد سن ال55. في المناطق التي تكون فيها معدلات وفيات الرضع عالية، يكون متوسط العمر المتوقع عند الولادة متأثرًا للغاية بمعدل الوفيات في السنوات القليلة الأولى من الحياة. بسبب هذا التأثر بوفيات الرضع، يمكن أن يتعرض متوسط العمر المتوقع عند الولادة لسوء تقدير خاطئ، ما يؤدي إلى الاعتقاد بأن المناطق التي يكون فيها متوسط العمر المتوقع عند الولادة منخفضًا تملك بالضرورة نسبة صغيرة من كبار السن. يمكن استخدام مقياس آخر، مثل العمر المتوقع عند سن الخامسة (e5)، لاستبعاد تأثير وفيات الرضع وتوفير مقياس بسيط لمعدلات الوفيات الإجمالية بخلاف تلك التي تحدث في مرحلة الطفولة المبكرة؛ في المناطق الافتراضية أعلاه، سيكون متوسط العمر المتوقع عند سن الخامسة 65 عامًا آخر. يجب أيضًا استخدام المقاييس السكانية الإجمالية، مثل نسبة السكان في مختلف الفئات العمرية، إلى جانب المقاييس الفردية مثل متوسط العمر المتوقع عند تحليل البنية السكانية وديناميكياتها. مع ذلك، كانت المجتمعات ما قبل العصر الحديث ما تزال تملك أعلى معدلات وفيات وأخفض متوسط عمر متوقع عالميًا ضمن كل الفئات العمرية لكلا الجنسين، وكان هذا المثال نادرًا نسبيًا. في المجتمعات التي يبلغ متوسط العمر المتوقع فيها 30 عامًا، على سبيل المثال، قد لا يكون من النادر أن يبلغ العمر الزمني المتبقي 40 عامًا في سن الخامسة، لكن أن يبلغ 60 عامًا، فهو أمر نادر.
من الناحية الرياضية، متوسط العمر المتوقع هو متوسط عدد السنوات المتبقية من العمر في سن معين، بافتراض أن معدلات الوفيات الخاصة بالعمر هي نفسها المعدلات المقاسة حديثًا. يُشار إليه بـex، وهو يعني متوسط عدد السنوات الباقية من العمر لشخص يبلغ عمره حاليًا x. لا تعد مصطلحات طول العمر، والحد الأقصى للمدى العمري، والعمر المتوقع مرادفات. يُعرَّف متوسط العمر المتوقع إحصائيًا بأنه متوسط عدد السنوات المتبقية لفرد أو لمجموعة من الأشخاص في عمر معين. يشير طول العمر إلى خصائص العمر الطويل نسبيًا لبعض أفراد المجتمع. الحد الأقصى للمدى العمري هو أطول عمر عاشه أحد أفراد النوع. بالإضافة إلى ذلك، ونظرًا لأن متوسط العمر المتوقع هو عبارة عن متوسط، قد يموت شخص معين قبل سنوات أو بعد سنوات عديدة من عمر البقاء «المتوقع». مصطلح «الحد الأقصى للمدى العمري» له معنى مختلف تمامًا ويرتبط أكثر بطول العمر.
يستخدم العمر المتوقع أيضًا في علم البيئة النباتية أو الحيوانية؛ في جداول الحياة (تُعرف أيضًا بالجداول الاكتوارية). يمكن استخدام مصطلح العمر المتوقع أيضًا في سياق الأشياء الصنعية، لكن يستخدم مصطلح فترة الصلاحية في المنتجات الاستهلاكية، وتستخدم عبارات «متوسط وقت التعطيل» و«متوسط الوقت بين الأعطال» في الهندسة.

## الأنماط البشرية

### الحد الأقصى
تكون سجلات فترة حياة الإنسان الذي تتجاوز سن الـ100 عرضة للأخطاء بشكل كبير. على سبيل المثال، اكتُشف أن حقيقة حاملة الرقم القياسي العالمي السابق لأطول فترة حياة بشرية، كاري وايت، كانت محض خطأ مطبعي بسيط بعد أكثر من عقدين. لذلك، يجعل احتمال وجود أخطاء مخفية مكافئة الحد الأقصى للمدى العمري مشكوكًا فيه للغاية. سُجل أطول عمر مؤكد للإنسان للفرنسية جين كالمينت، التي يُزعم أنها عاشت حتى سن 122 عامًا، و 164 يومًا، في الفترة ما بين 21 فبراير عام 1875 و4 أغسطس عام 1997، لكن الأمر مثير للجدل. يُشار إلى هذا بـ«الحد الأقصى للمدى العمري»، وهو الحد الأعلى للحياة، أي الحد الأقصى لعدد السنوات التي عاشها أي إنسان. تظهر دراسة نظرية أن الحد الأقصى لمتوسط العمر المتوقع عند الولادة يُحدد بالقيمة المميزة للحياة البشرية δ، والتي تبلغ نحو 104 عامًا. وفقًا لدراسة أجراها عالما الأحياء برايان جي. هيوز وسيغفرايد هيكيمي، لا يوجد دليل على وجود حد معين لعمر الإنسان. رغم ذلك، شُكك في هذا الرأي بناءً على وجود أنماط من الأخطاء.

### التغيير بمرور الوقت
المعلومات التالية مأخوذة من الموسوعة البريطانية ومصادر أخرى، بعضها يُشك في مصداقيتها. ما لم يذكر خلاف ذلك، تمثل تقديرات متوسط العمر المتوقع لسكان العالم ككل. في كثير من الحالات، يختلف متوسط العمر المتوقع بشكل كبير بحسب الطبقة والجنس.
يأخذ متوسط العمر المتوقع عند الولادة في الاعتبار وفيات الرضع لكن ليس معدل وفيات الفترة المحيطة بالولادة.
يزداد متوسط العمر المتوقع مع تقدم العمر، إذ ينجو الفرد من معدلات الوفيات العالية المرتبطة بالطفولة. على سبيل المثال، أدرج الجدول أعلاه متوسط العمر المتوقع عند الولادة للنبلاء الإنجليز في القرن الثالث عشر في سن الثلاثين. بعد تجاوز سن ال21، كان يُتوقع أن يعيش الفرد الذكر في الطبقة الأرستقراطية الإنجليزية في هذه الفترة:
- 1200-1300: حتى سن ال64
- 1300-1400: حتى سن ال45 (بسبب الطاعون الدملي)
- 1400-1500: حتى سن ال69
- 1500-1550: حتى سن ال71

بطريقة مماثلة، كان متوسط العمر المتوقع للعلماء في العصور الوسطى الإسلامية 59-84.3 سنة.
كان متوسط العمر المتوقع للإنجليز في القرن السابع عشر نحو 35 سنة فقط، ويرجع ذلك إلى حد كبير إلى أن معدل وفيات الرضع والأطفال ظل مرتفعًا. كان متوسط العمر المتوقع أقل من 25 سنة في مستعمرة فرجينيا، وفي نيو إنجلاند في القرن السابع عشر، توفي نحو 40% من السكان قبل بلوغ سن الرشد. خلال الثورة الصناعية، زاد متوسط العمر المتوقع للأطفال بشكل كبير. انخفض معدل وفيات الأطفال دون سن الخامسة في لندن من 745 بين عامي 1730-1749 إلى 318 بين عامي 1810-1829.

### الاختلافات حسب المنطقة الجغرافية

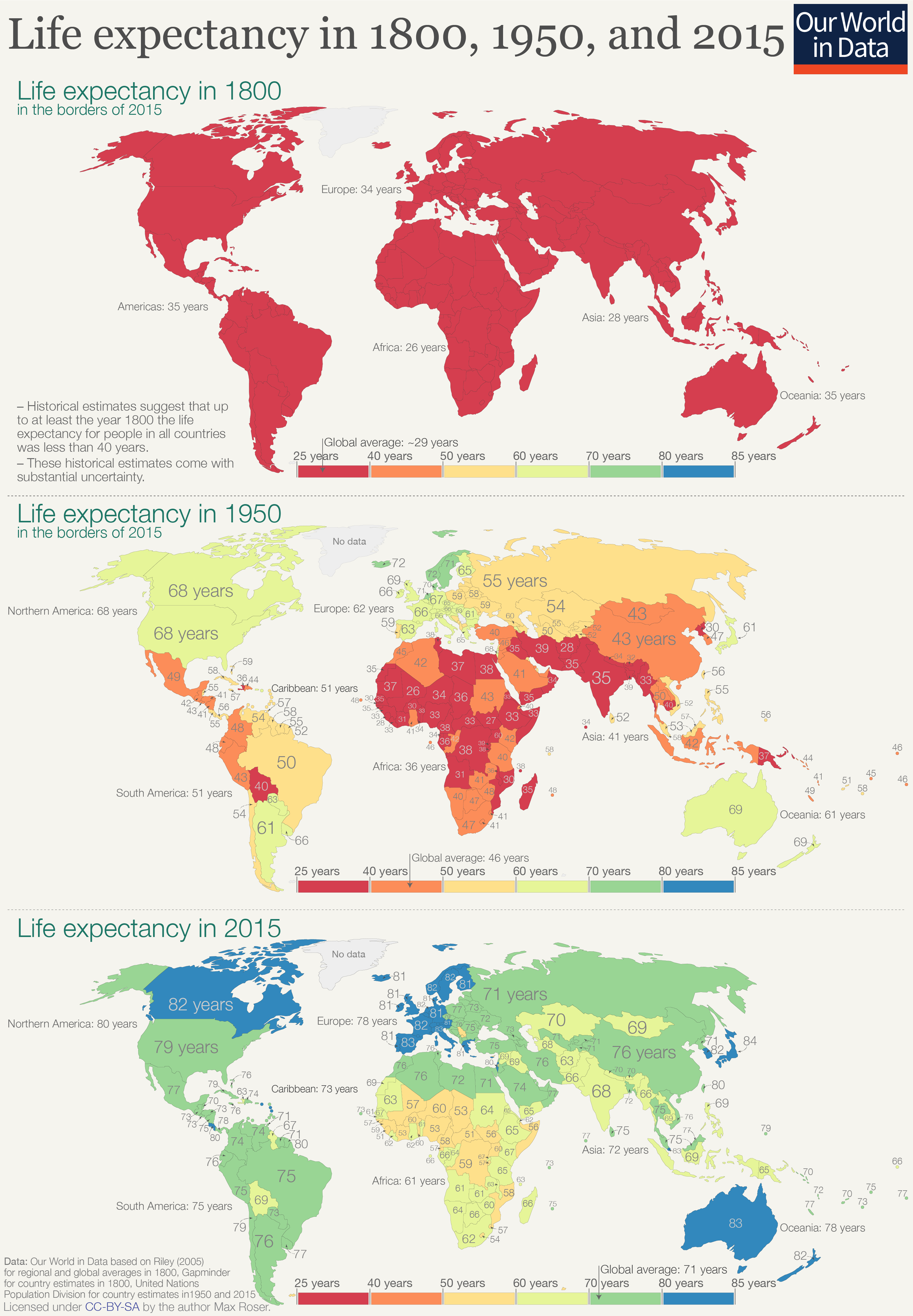
متوسط العمر المتوقع في الأعوام 1800 و1950 و2015 - تصور بواسطة موقع عالمنا في البيانات.

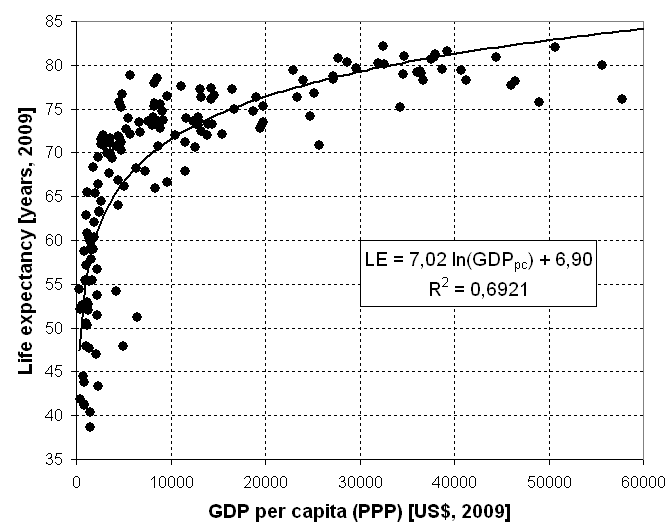
رسم بياني لمتوسط العمر المتوقع مقابل نصيب الفرد من الناتج المحلي الإجمالي في عام 2009. تُعرف هذه الظاهرة بمنحنى بريستون.

تظهر الرسوم البيانية لمتوسط العمر المتوقع عند الولادة في بعض بلدان جنوب الصحراء الكبرى انخفاضًا في فترة التسعينيات بسبب جائحة الإيدز.

من المتوقع أن يعيش البشر وسطيًا 30-40 عامًا في إسواتيني و82.6 عامًا في اليابان، رقم زاد ربما بصورة طفيفة جدًا في اليابان بعد حساب العديد من وفيات الرضع على أنها حالات إملاص. يعزو تحليل نُشر في 2011 في دورية ذا لانسيت متوسط العمر المتوقع في اليابان إلى تكافؤ الفرص والصحة العامة والنظام الغذائي.
توجد اختلافات كبيرة في متوسط العمر المتوقع بين أجزاء مختلفة من العالم، ويرجع ذلك غالبًا إلى الاختلافات في الصحة العامة والرعاية الطبية والنظام الغذائي. إن تأثير الإيدز على متوسط العمر المتوقع ملحوظ بصورة خاصة في العديد من البلدان الأفريقية. وفقًا للتوقعات التي قدمتها الأمم المتحدة (يو إن) عام 2002، فإن متوسط العمر المتوقع عند الولادة في الفترة الممتدة بين عامي 2010 و2015 (إن لم يوجد فيروس نقص المناعة البشرية/الإيدز):
- 70.7 سنة بدلاً من 31.6 سنة، بوتسوانا.
- 69.9 سنة بدلاً من 41.5 سنة، جنوب إفريقيا.
- 70.5 سنة بدلاً من 31.8 سنة، زيمبابوي

انخفض متوسط العمر المتوقع الفعلي في بوتسوانا من 65 في عام 1990 إلى 49 في عام 2000 قبل أن يرتفع إلى 66 في عام 2011. بلغ متوسط العمر المتوقع في جنوب أفريقيا 63 عامًا في عام 1990 و57 عامًا في عام 2000 و58 عامًا في عام 2011. في زيمبابوي، كان متوسط العمر المتوقع 60 عامًا في 1990، و43 عامًا في عام 2000، و54 عامًا في عام 2011.
لم تشهد البلدان الأفريقية عمومًا نفس التحسينات التي تمتعت بها دول آسيا وأمريكا اللاتينية وأوروبا في معدلات الوفيات في القرنين الماضيين.
في الولايات المتحدة، يكون متوسط العمر المتوقع للأمريكيين من أصل أفريقي أقصر من متوسط العمر المتوقع لنظرائهم الأوروبيين الأمريكيين؛ مثلًا، من المتوقع أن يعيش الأمريكيون البيض المولودون عام 2010 حتى سن 78.9 عامًا، بينا مأمول الحياة لدى الأمريكيين السود لا يتجاوز سن 75.1 عامًا. على أي حال، فإن هذه الفجوة البالغة 3.8 سنوات هي الأدنى منذ عام 1975 على أبعد تقدير، في حين أن الفارق الأكبر وصل إلى 7.1 سنوات في عام 1993. في المقابل، تعيش النساء الآسيويات الأمريكيات الحياة الأطول بين جميع المجموعات الإثنية في الولايات المتحدة، إذ يبلغ متوسط العمر المتوقع 85.8 عامًا. يبلغ متوسط العمر المتوقع للأمريكيين من أصل إسباني 81.2 سنة. وفقًا للتقارير الحكومية الجديدة في الولايات المتحدة، انخفض متوسط العمر المتوقع في البلاد مرة أخرى بسبب ارتفاع معدلات الانتحار والإفراط بتعاطي المخدرات. رصدت مراكز السيطرة على الأمراض (سي دي سي) ارتفاعًا في عدد الوفيات عام 2017 بلغ 70,000 تقريبًا مقارنة بعام 2016، مع ارتفاع معدلات الوفيات لدى الأفراد بين 25 و44 عامًا.
تملك المدن أيضًا مجالًا واسعًا من متوسط العمر المتوقع بناءً على تقسيمات الأحياء، ويرجع ذلك بنسبة كبيرة إلى التجمعات الاقتصادية وظروف الفقر التي تميل إلى الارتباط وفق الموقع الجغرافي. يسهم بذلك أيضًا الفقر متعدد الأجيال الموجود في الأحياء ضعيفة الموارد. في مدن الولايات المتحدة مثل سينسيناتي، تلامس فجوة متوسط العمر المتوقع بين الأحياء ذات الدخل المنخفض والأحياء ذات الدخل المرتفع 20 عامًا.

### الظروف الاقتصادية

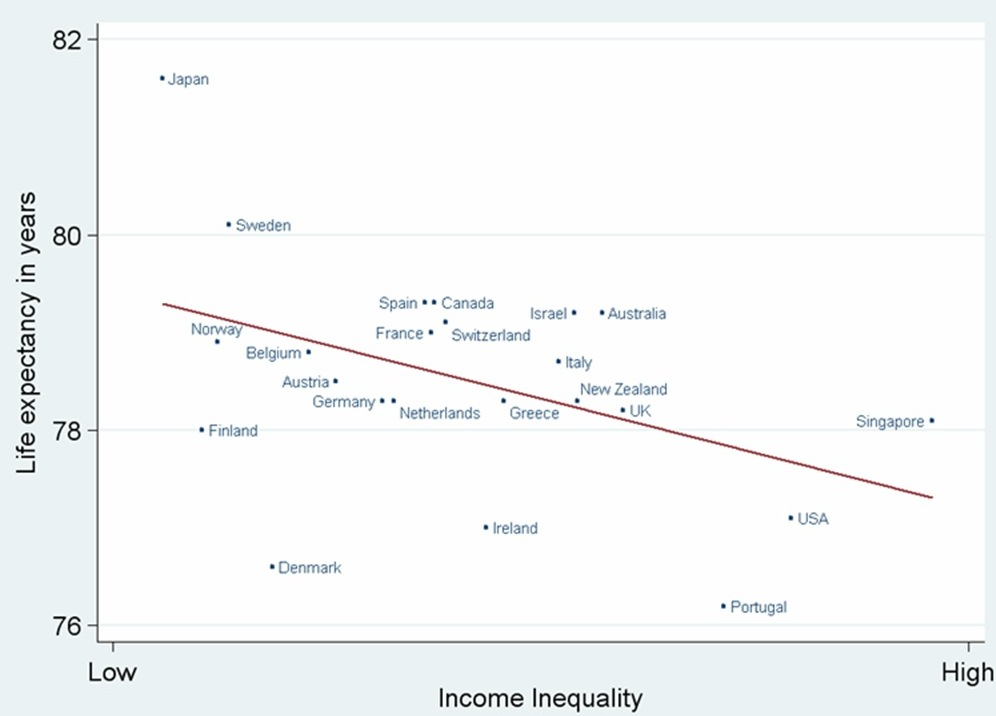
متوسط العمر المتوقع أعلى في البلدان الغنية ذات التفاوت الاقتصادي المنخفض.

تؤثر الظروف الاقتصادية أيضًا في متوسط العمر المتوقع، فمتوسط العمر المتوقع في المملكة المتحدة مثلًا يرتفع في أغنى المناطق وأكثرها ثراءً بعدة سنوات مقارنة بالمناطق الأفقر. قد يعكس هذا عوامل أخرى مثل النظام الغذائي ونمط الحياة، فضلاً عن إمكانية الوصول إلى الرعاية الطبية، وربما يجسد أيضًا تأثيرًا انتقائيًا: إن مرضى الأمراض المزمنة التي تهدد الحياة أقل عرضة للثراء أو الإقامة في المناطق الغنية. يصل التفاوت في غلاسكو إلى إحدى أعلى الأرقام عالميًا: يبلغ متوسط العمر المتوقع للذكور في منطقة كالتون شديدة الفقر 54 عامًا، رقم أقل بمقدار 28 عامًا من منطقة لينزي الغنية، التي تبعد 8 كيلومترات فقط.
وجدت دراسة أجريت عام 2013 علاقة واضحة بين التفاوت الاقتصادي ومتوسط العمر المتوقع. على أي حال، أكدت دراسة أجراها خوسيه إيه. تابيا غرانادوس وآنا دييز رو في جامعة ميشيغن أن متوسط العمر المتوقع ارتفع بالفعل خلال فترة الكساد الكبير، وفي فترات الركود والكساد عمومًا؛ يقترح المؤلفون أن زيادة ساعات العمل خلال الفترات الاقتصادية المزدهرة يعرض الأفراد لمزيد من الإجهاد والملوثات ويرفع احتمالية إصابتهم، من بين عوامل أخرى تحد من مأمولية الحياة.
يُحتمل أيضًا تأثر متوسط العمر المتوقع بالتعرض لمستويات عالية من الهواء الملوث على الطرق السريعة أو بفعل الأنشطة الصناعية، إذ يشكل هذا عاملًا يؤثر ربما تأثيرًا كبيرًا في متوسط العمر المتوقع. غالبًا ما ينخفض متوسط العمر المتوقع عند عمال مناجم الفحم (وفي الأجيال السابقة، عمال قطع الأسبست). يُذكر من العوامل الأخرى التي تؤثر في متوسط العمر المتوقع الاضطرابات الوراثية وتعاطي المخدرات وتدخين التبغ والإفراط في استهلاك الكحول والسمنة والحصول على الرعاية الصحية والنظام الغذائي وممارسة الرياضة.

## مأمول العمر على مر التاريخ
| العصر                      | مأمول العمر عند الولادة (سنوات) | تعليق                                                                    |
| -------------------------- | ------------------------------- | ------------------------------------------------------------------------ |
| الحجري القديم              | 33                              | في سن 15 : 59 (حتى سن 54)                                                |
| الحجري الحديث              | 20                              |                                                                          |
| العصر البرونزي             | 35                              |                                                                          |
| العصر الكلاسيكي            | 28                              |                                                                          |
| روما القديمة               | 28                              |                                                                          |
| أمريكا قبل كولمبس          | 25-30                           |                                                                          |
| الدولة الإسلامية           | 35+                             | مأمول العمر للنخب كان 59 - 84,3 سنوات في الشرق الأوسط و69-75 في الأندلس. |
| بريطانيا في العصور الوسطى  | 30                              |                                                                          |
| أوائل القرن العشرين        | 30-45                           |                                                                          |
| مأمول العمر العالمي الحالي | 67,2                            | 2009.                                                                    |